# Bulbophyllum barbigerum
Bulbophyllum barbigerum är en orkidéart som beskrevs av John Lindley. Bulbophyllum barbigerum ingår i släktet Bulbophyllum och familjen orkidéer. Inga underarter finns listade i Catalogue of Life.

## Bildgalleri

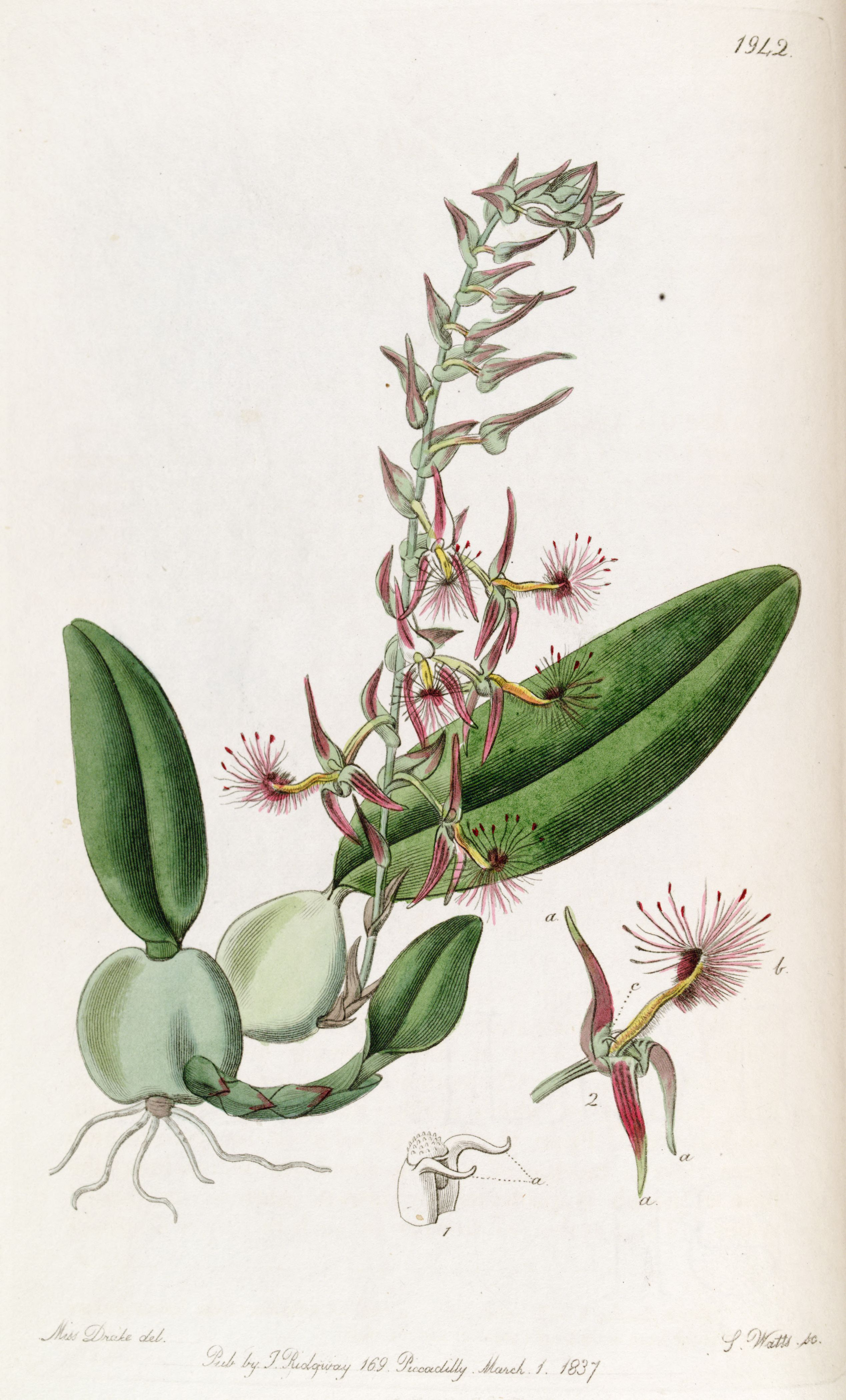
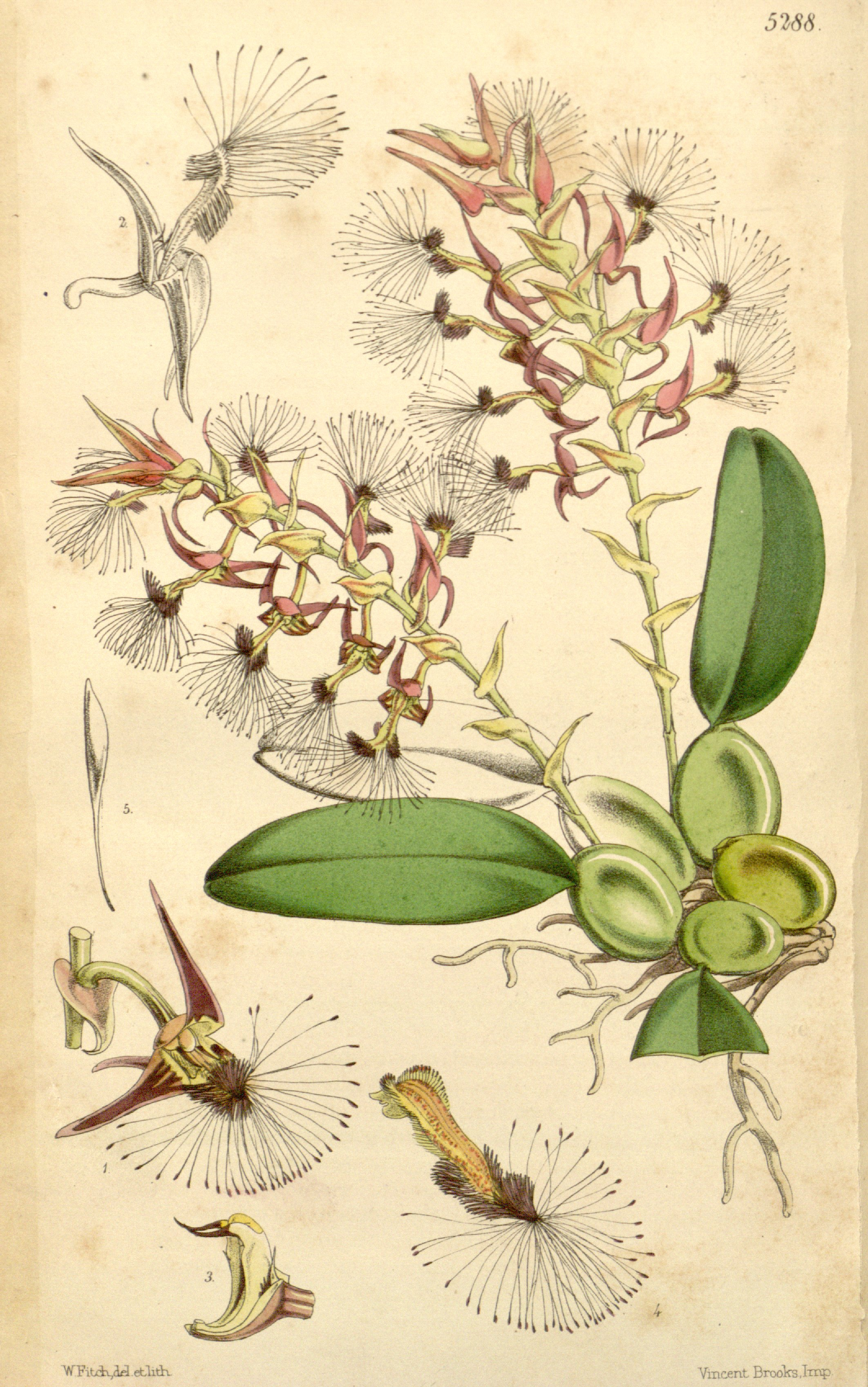